# Ro 63-0563
Ro 63-0563 je antagonist 5-HT6 receptora.